# Панкратион

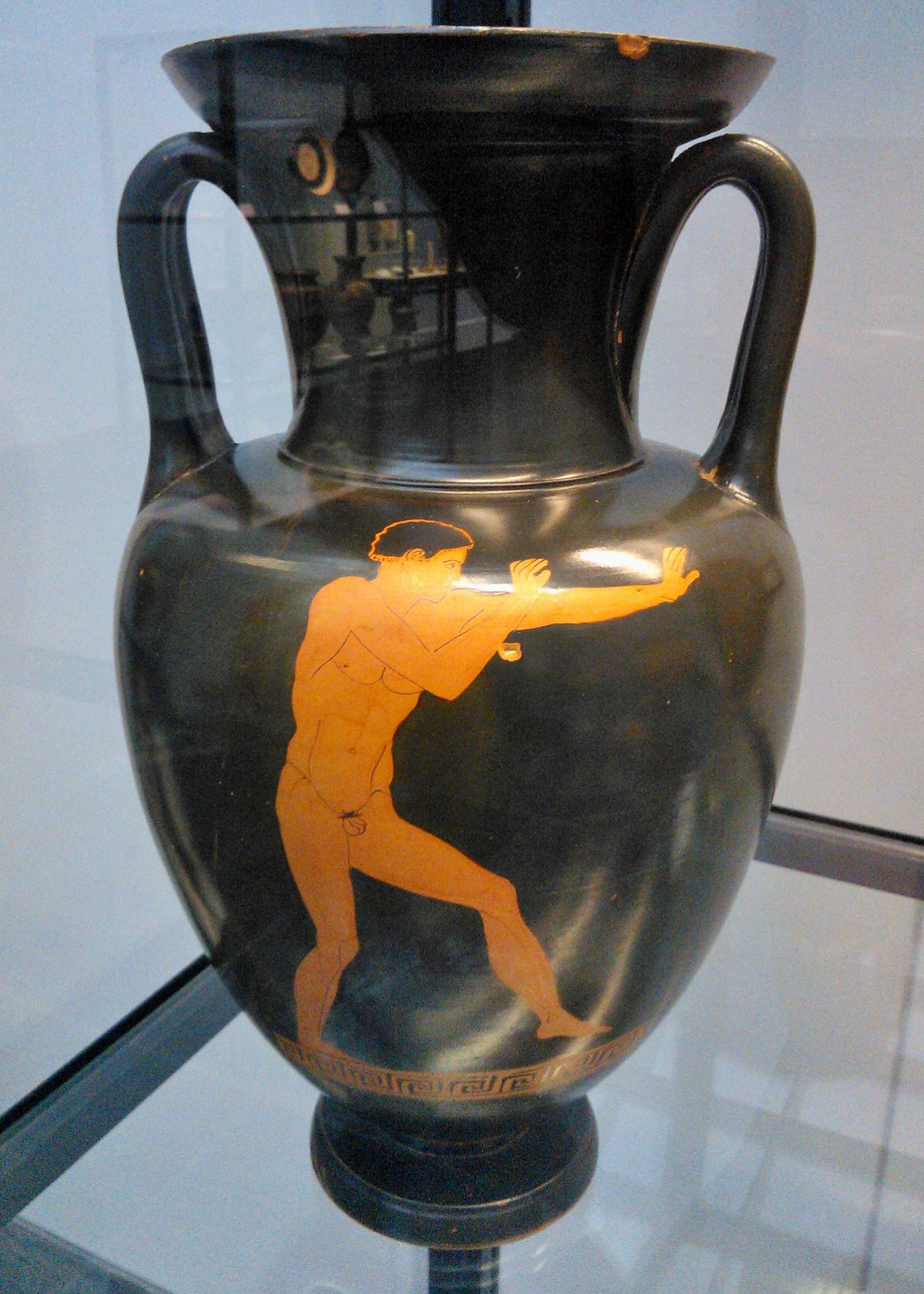
Предположительно боевая стойка в панкратионе. Древнегреческая краснофигурная амфора, 440 г. до н. э.

Панкратио́н (др.-греч. πανκράτιον ← πᾶν- «всё» + κράτος «сила, мощь») — возрождённый древний олимпийский вид единоборств. Слово «панкратион» происходит от названия боевого искусства, впервые включённого в соревнования античных Олимпийских игр.

## История
Панкратион вошёл в программу Олимпийских игр в 648 г. до н. э.
Легенды называют создателями панкратиона древнегреческих героев — Тесея и Геракла. Тесей с помощью боевого искусства, совмещающего удары и борьбу, победил Минотавра, а затем, став царем (XIII век до н. э.) создал Истмийские игры, в программу которых входили и единоборства. Геракл продемонстрировал технику панкратиона в схватке с Немейским львом.
По утверждению Олимпиодора чемпионом по панкратиону был знаменитый древнегреческий философ и писатель Платон, ученик Сократа и учитель Аристотеля.
Панкратион начинал свои состязания на третий день Олимпийских игр. Сущность этого вида спорта заключалась в проведении поединка двух невооруженных атлетов. Соревнования проходили на специально подготовленной площадке — «мальфо», покрытой толстым слоем мелкого песка. В этих поединках действительно определялись самые сильные, ловкие и мужественные атлеты. Являясь самым оригинальным и самым трудным состязанием древних игр, панкратион сочетал в себе приёмы борьбы в стойке и партере, подсечки и болевые приёмы, удушения. Разрешалось наносить удары руками, локтями, коленями, ногами и головой. Удары выполнялись в голову и корпус, по ногам и рукам. Можно было добивать лежащего соперника, и в то же время повергнутый на площадку противник имел право, защищаясь, выполнять удары даже лежа. Именно в панкратионе атлеты впервые начали выполнять удары в прыжках и сочетать серии ударов с захватами для бросков.
Некоторые исследователи считают, что причиной появления панкратиона стали частые нарушения правил в борьбе и кулачном бою, что и вызвало к жизни единоборство практически без всяких правил. Действительно, особенностью панкратиона было то, что в нём почти не было ограничений. Запрещено было только кусаться, царапаться и наносить удары по глазам. Не было ни весовых категорий (только разделение на возрастные группы), ни ограничения времени поединка. Судья, тем не менее, на поединках присутствовал. Задача его заключалась в том, чтобы не допустить смертельного исхода поединка или тяжелого увечья. Для пущей убедительности он был вооружен палкой. На одной из античных ваз представлены бойцы, один из которых давит пальцами рук в глаза противника, другой раздирает сопернику рот, а также судья, который приготовился ударами палки разнять противников.
Если один из бойцов сдавался, то он поднимал большой палец руки вверх, или похлопывал по телу соперника. Судья обязан был вовремя это заметить. Конечно, своевременно успеть остановить схватку удавалось не всегда, особенно если один из бойцов был явно сильнее другого.
Борцы не использовали какое-либо защитное снаряжение. Исход борьбы решался неспособностью одного из участников продолжать схватку или добровольным признанием собственного поражения.
Древний панкратион — это единоборство с минимальными ограничениями. Ещё меньше ограничений было на соревнованиях, проводившихся в Спарте. Кроме того, в Спарте существовал не только мужской, но и женский панкратион.
Победители в панкратионе становились народными героями. Лучшие девушки Греции удостаивались чести увенчать победителя Олимпийских игр лавровым венком. Некоторые победители заносились в особый почетный список, причём во II в. до н. э. (то есть почти за полтысячелетия существования Олимпийских игр) такой список состоял лишь из 9 имен.
На развитие панкратиона значительное влияние оказали стилевые различия предшественников этого вида единоборств — египетской борьбы, вавилонского кулачного боя и критского бокса. Также своё влияние на панкратион оказали греческий кулачный бой и борьба. В свою очередь некоторые из этих видовых направлений получили своё дальнейшее развитие и эволюционировали в современные виды единоборств[какие?]. Так, например, греческая борьба — праматерь сегодняшней греко-римской, а критский бокс является одним из праотцов современного бокса.
Разумеется, в панкратионе был элемент жестокости, опасности, но это не делало состязания грубыми. Период упадка панкратиона начался с победы римского войска над греками в 146 году до н. э. На смену поединкам панкратиона пришли бои вооруженных гладиаторов.

## Возрождение панкратиона
В настоящее время[когда?] панкратион переживает вторую молодость. Возрождаемый вид смешанных единоборств безопаснее своего древнего предшественника. Поединки в нём проводятся с ограничением времени, с использованием легких, удобных и надежных защитных приспособлений в виде защитной экипировки, в значительной степени снижающих травматизм. При этом суть остается неизменной.
Одна из первых школ панкратиона появилась в 60-е годы XX века в США благодаря американцу греческого происхождения Джиму Арванитису. Система Арванитиса называлась «тау панкратион». Идея панкратиона легла в основу современных[когда?] «боев без правил». Эта система ориентирована в основном на технику свободного боя и близка к системам рукопашного боя.
В СССР первая самодеятельная секция по панкратиону была организована в г. Вильнюсе (Литовская ССР) в 1986 г. уроженцем Красноярска Александром Валдайцевым  — выпускником смоленского Государственного института физической культуры и спорта. Курсовая работа Александра Валдайцева была — «Панкратион древности», что помогло в дальнейшем создать форму и правила для проведения современных соревнований по панкратиону.
В ноябре 1988 г. в Вильнюсе был проведён первый Чемпионат среди Управлений гражданской авиации, в котором приняли участие эстонское, белорусское, украинское, литовское и российское Управление гражданской авиации. В этом же году, на съезде воинов-интернационалистов в Москве в ЦК ВЛКСМ, панкратион был включён в программу физической подготовки военно-патриотических клубов. В инициативную группу по развитию панкратиона вошли Александр Валдайцев (Вильнюс, Литва), Альфит Хаков (Гродно, Белоруссия), Владимир Кленьшев (Барнаул, Алтайский край).
В 1990 году в Вильнюсе прошёл первый Всесоюзный турнир, посвященный созданию первой в мире Спортивной федерации панкратиона Литовской республики, в турнире приняли участие 15 команд из 12 республик бывшего СССР[прояснить].
Весной 1991 года в России, в г. Барнауле (Алтайский край) впервые состоялся открытый чемпионат России, организатор Владимир Кленьшев.
В октябре 1991 г. состоялся первый международный турнир по панкратиону в г. Омск (Россия), организатор турнира — руководитель военно-патриотического клуба «Союз» Владимир Степкин.
К 1993 году география развития и популяризации панкратиона вышла далеко за пределы СНГ. С тех пор на территории Российской Федерации было проведено более 20 первенств и чемпионатов и кубков страны, более 100 всероссийских и международных турниров.
Правила А. Валдайцеву помог разработать профессионал — мастер спорта по борьбе, заслуженный тренер Юрий Фролович Стацура, которые с 1993 г. являются основными правилами современного панкратиона. Современные поединки по панкратиону проводятся по правилам, позволяющим максимально освободить соперников от определенных условностей и ограничений, максимально использовать весь технический арсенал невооруженных атлетов и, в то же время, в панкратионе присутствует кодекс чести и сохранены все моральные и этические нормы, присущие ныне действующим олимпийским видам единоборств.
Современный панкратион — это поединок, в котором разрешается применять практически весь арсенал технических действий борьбы вольной, греко-римской, самбо, дзюдо, бокса, тайского бокса и других видов единоборств (различные удары руками и ногами до полного контакта).
В 1994 г. для координации панкратиона в мире был создан Всемирный спортивный центр «Панкратион». Центр зарегистрирован в Дублине (Ирландия), президент — Александр Валдайцев.
В 1995—1996 гг. в Вильнюсе (Литва) Всемирным спортивным центром были организованы и проведены первые Чемпионат Европы и первенство среди детей младшего возраста.

## Панкратион и Олимпиада
Во времена возрождения Олимпийских Игр (1896 нашей эры), панкратион не получил статус олимпийского вида спорта. Ещё в 1895 кардинал города Лион, оглашая свой официальный вердикт относительно восстановления спортивных состязаний Пьеру де Кубертену, основателю Современных Олимпийских Игр, заявил: «Мы принимаем все, кроме панкратиона».
Некоторые усилия по возвращению панкратиона в программу Олимпийских Игр были предприняты перед Играми 2004 года в Афинах. Греция, как страна-организатор, выбрала именно панкратион в качестве претендента на получение олимпийского статуса.
В 1999 году была создана Международная Спортивная федерация панкратиона (I.F.P.A.) Президентом Федерации был избран — Панагиотис Кутрумпас, Греция.
В 2002 году был проведен первый Всемирный конгресс панкратиона. Была создана Всемирная Спортивная Федерация Панкратиона (W.P.A.F.). Федерации Панкратиона, которая была зарегистрирована Международным Афинским Судом 10 октября 2002 года. Президентом Федерации был избран Андреас Мазаракис. В президиум Всемирной Федерации был включен Кленьшев Владимир Геннадьевич. Работая в тесном сотрудничестве с Министерством по спорту и Министерством по образованию и религии Греции, разработала программу возрождения панкратиона как Олимпийской дисциплины.
В 2010 году для консолидации усилий, развитию и популяризации панкратиона, произошло объединение двух международных федераций I.F.P.A. и W.P.A.F.
Президентом единой Всемирной Федерации панкратиона избран Андреас Мазаракис, Греция, первым вице-президентом Владимир Степкин, Россия. В настоящее время[когда?] состав Всемирной Спортивной Федерации панкратиона входит 54 страны и члены её увеличиваются с каждым годом.  
Так же активно развивает панкратион FILA. По предложению FILA, сейчас это — Всемирный союз борьбы (UWW), панкратион был включен в программу Всемирных игр боевых искусств под эгидой «Спортаккорд» (ГАИСФ) и МОКа.